# Iglesia de San Pantaleón (Liérganes)
La iglesia de San Pantaleón se localiza en una colina al sur de Liérganes, (Cantabria, España), desde donde destaca la figura prismática de la torre adosada al muro oeste. Conserva rasgos de estilo románico a pesar de que data de la segunda mitad del siglo XIII, período que ya se considera gótico. Se levanta en piedra de sillería y presenta cornisas y canecillos de caveto; estos últimos presentan esquemáticos intentos iconográficos.
Tal vez el aspecto más destacable sea la puerta del muro orientado al norte, con arco apuntado y arquivoltas de baquetones y medias cañas sin decoración y cimacios lisos. Otras dos puertas de cierto mérito se localizan en el pasadizo de la torre, apuntada, sin arquivoltas y con anchos cimacios levemente moldurados, y en el muro meridional, con arquivoltas prismáticos apoyadas en cimacios lisos.